# Conocybe lenticulospora
Conocybe lenticulospora är en svampart som beskrevs av Watling 1980. Conocybe lenticulospora ingår i släktet Conocybe och familjen Bolbitiaceae.  Arten är reproducerande i Sverige. Inga underarter finns listade i Catalogue of Life.